# Corona Capital Guadalajara
Corona Capital Guadalajara es un festival musical de corte internacional realizado en la ciudad de Guadalajara, México. Es organizado por OCESA anualmente a partir de 2017. Es el primer y único formato de Corona Capital realizado fuera de Ciudad de México.
Al igual que su hermano la edición tapatía tiene un formato de música internacional con exponentes de corte anglosajón como carta fuerte. Busca posicionarse como un festival insignia de la Ciudad de las Rosas y de todo México, trayendo los actos más destacados de la escena musical mundial, principalmente de Estados Unidos y Europa.

## Historia
Por el cartel del Corona Capital en Ciudad de México se han presentado importantes actos como Pixies, Interpol, The Strokes, The Black Keys, Deadmau5, Queens Of The Stone Age, Arctic Monkeys, Kings of Leon, Jack White, Calvin Harris, Muse, The Killers, LCD Soundsystem, Lana del Rey, Foo Fighters, Green Day, The xx, Robbie Williams e Imagine Dragons por mencionar algunos.
Es así que, después de ocho ediciones en la Ciudad de México, consolidándose como el encuentro de música internacional más trascendente de México y uno de los más importantes de Latinoamérica, los directivos del festival deciden expandir su propuesta, eligiendo a Guadalajara como ciudad sede.
El primer Corona Capital realizado fuera de la capital del país se realizó el 7 de abril de 2018, en las inmediaciones del Foro Alterno de la Universidad de Guadalajara, dentro del Centro Cultural Universitario. Uno de los principales objetivos es que la edición tapatía reúna a los grandes talentos internacionales, complementando aún más la oferta musical de la ciudad, junto con otros festivales como Coordenada y Roxy Fest, consolidándose como uno de los principales encuentros de Guadalajara.

## Corona Capital Guadalajara 2018
La primera edición del festival fue anunciada en diciembre de 2017 a través de un evento organizado por Corona, complementándose con las redes sociales oficiales del festival. La fecha elegida fue el sábado 7 de abril de 2018 en el Foro Alterno de la Universidad de Guadalajara. Los headliners elegidos fueron The Killers, Alanis Morissette, Robin Schulz y el exintegrante de Talking Heads, David Byrne. Días antes del festival el músico alemán Robin Schulz canceló su presentación, argumentando problemas médicos.
Alineación
- The Killers
- Alanis Morissette
- David Byrne
- Alison Wonderland
- Cut Copy
- Matt & Kim
- Snakehips
- Anna Lunoe
- Gus Gus
- Poolside
- Tennis
- Penguin Prison
- Darwin Deez
- Frank Turner
- Jarami
- SLANDER

Cancelaciones
- Robin Schulz

## Corona Capital Guadalajara 2019
La segunda edición del Corona Capital Guadalajara cambió de fecha y locación con respecto a la primera. La fecha anunciada fue el sábado 11 de mayo en las inmediaciones de la Explanada del Estadio Akron, sede de las Chivas. El cartel fue revelado el lunes 21 de enero a través de una dinámica en redes sociales por parte de Corona. Los headliners elegidos fueron Tame Impala, The Chemical Brothers, Phoenix, Yeah Yeah Yeahs y Dillon Francis
Alineación
- Tame Impala
- The Chemical Brothers
- Phoenix
- Yeah Yeah Yeahs
- Dillon Francis
- Goo Goo Dolls
- Chromeo
- Christine and the Queens
- Orchestral Manoeuvres in the Dark
- White Lies
- Rhye
- Jax Jones
- HONNE
- Kimbra
- Goldroom
- Clasixx
- The Joy Formidable
- Holy Ghost!
- Of Montreal
- Boy Pablo
- TOPS
- GG Magree

## Corona Capital Guadalajara 2020
Tras el éxito de la edición pasada el Corona Capital Guadalajara creció, expandiéndose a dos días. La fecha elegida para la tercera edición fue el sábado 16 y domingo 17 de mayo nuevamente con cambio de sede hacia el Valle VFG. El line-up quedó integrado por The Strokes, Kings of Leon, Foals, Blondie, The Hives, Deat Cab For Cutie, Of Monsters And Men, RÜFÜS DU SOL, Nick Murphy/ Chet Faker y Two Door Cinema Club como cabezas de cartel. El evento fue revelado el miércoles 22 de enero a través de las cuentas oficiales de Corona y las propias del festival tapatío. 
No obstante, debido a la pandemia derivada del nuevo coronavirus el festival fue reagendado para los días 12 y 13 de septiembre. Sin embargo, eventualmente, ante el aumento de contagios y el poco control de la pandemia en México el 20 de agosto de 2020 se decidió aplazar la tercera edición hasta 2021.
Alineación
| Sábado 16 de mayo- The Strokes - Foals - Blondie - Death Cab For Cutie - RÜFÜS DU SOL - Miami Horror - X Ambassadors - Friendly Fires - Little Dragon - AlunaGeorge - Real Estate - Whitney - Bea Miller - Bahamas - Betty Who - Monolink - Cass McCombs - Julia Holter - The New Regime - BoomBox - Savoir Adore | Domingo 17 de mayo- Kings of Leon - The Hives - Of Monsters And Men - Nick Murphy/ Chet Faker - Two Door Cinema Club - Jake Bugg - Andrew Bird - Young The Giant - Digitalism - Washed Out - Wild Nothing - Beach Fossils - Rufus Wainwright - The Tallest Man On Earth - Shura - Soccer Mommy - Waxahatchee - Caroline Polachek - Margaret Glaspy - Gordi |

## Corona Capital Guadalajara 2021
Debido a la pandemia derivada del COVID-19 no hubo edición del Corona Capital Guadalajara en 2021. Sin embargo, la edición en Ciudad de México sí contó con una hacia finales de año.

## Corona Capital Guadalajara 2022
El jueves 21 de octubre de 2021 a través de las cuentas oficiales del festival tapatío OCESA confirmó la tercera edición del Corona Capital Guadalajara a realizarse el sábado 21 y domingo 22 de mayo de 2022 en las inmediaciones de la Arena VFG. El cartel mantuvo a sus dos headliners, The Strokes y Kings of Leon, logrando conservar gran parte del cartel original anunciado en 2020. Para la edición de 2022 las cabezas de cartel para el sábado 21 de mayo fueron The Strokes, Blondie, Chvrches, Death Cab For Cutie y Metronomy, mientras que para el domingo 21 de mayo fueron Kings of Leon, The Hives, Chet Faker, Jake Bugg y Tove Lo los confirmados.
Alineación
| Sábado 21 de mayo- The Strokes - Blondie - Chvrches - Kamasi_Washington - Metronomy - Miami Horror - Metric - X Ambassadors - The Drums - Whitney - Q - Cass McCombs - Tirzah - Julia Holter - Savoir Adore - Loyal Lobos | Domingo 22 de mayo- Kings of Leon - The Hives - Chet Faker - Jake Bugg - Tove Lo - Dayglow - Smash Mouth - Cavetown - Digitalism - Anna of The North - Inner Wave - Gabriel Garzón-Montano - French 79 - Margaret Glaspy - Charlotte Adigéry & Bolis Pupul - Billie Marten - Vanessa Zamora |

Cancelaciones
- Young The Giant
- Death From Above 1979
- Alexandra Savoir
- Real Estate
- Death Cab For Cutie

## Corona Capital Guadalajara 2023
La cuarta edición del festival se realizó el 20 y 21 de mayo de 2023 en el Valle VFG. El line-up fue anunciado el 7 de febrero y estuvo encabezado por Imagine Dragons, The Chainsmokers, Charlie Puth, Interpol, Pixies y Foals.
Alineación
| Viernes 20 de mayo- Imagine Dragons - The Chainsmokers - Charlie Puth - Bastille - Bloc Party - Boombox - Helado Negro - Hermanos Gutiérrez - Joe P - Last Dinosaurs - Lewis OfMan - M83 - Melody's Echo Chamber - My Morning Jacket - Róisín Murphy - Sugar Ray - Totally Enormous Extinct Dinosaurs (Live) | Sábado 21 de mayo- Interpol - Pixies - Foals - Blonde Redhead - Bright Eyes - Caroline Rose - Idles - Mother Mother - Poolside - Pussy Riot - Regina Spektor - Royal & The Serpent - Sophie Ellis-Bextor - Thundercat - Widowspeak - Blu DeTiger - JOON |

Cancelaciones
- Pond

## Corona Capital Guadalajara 2024
El 22 de noviembre de 2023 la banda francesa L'Impératrice publicó lo que presuntamente sería el cartel de la nueva edición del festival a través de una historia en Instagram. De acuerdo con la imagen publicada y posteriormente borrada por la banda, el festival se realizaría los días 18 y 19 de mayo de 2024 en el Valle VFG. El cartel estaba dirigido por Arcade Fire, The National, Disclosure, Florence and the Machine, Doja Cat y Vampire Weekend.
Tras meses de espera de un anuncio oficial, el 25 de agosto Carlos de la Torre, director de OCESA Jalisco confirma que la edición 2024 no se llevaría a cabo, argumentando que se tomaría un "breve descanso" para mejora del festival y planeando regresar "con una mejor versión" para 2025.
Alineación
| Viernes 18 de mayo- Arcade Fire - The National - Disclosure - Mitski - The Blaze - Jon Batiste - Charli xcx - King Gizzard & the Lizard Wizard - Grimes Elf. tech Art Raive - Bleachers - Kim Petras - Bad Religion - Portugal. The Man - Motorama - Cobrah - Soviet Soviet - Sasami - The Black Kids - Circa Waves | Sábado 19 de mayo- Florence and the Machine - Doja Cat - Vampire Weekend - MGMT - Royal Blood - Kali Uchis - The Lumineers - Boygenius - Fever Ray - Poppy - Sufjan Stevens - Sevdaliza - Arca - L'Impératrice - Soulwax - Moderat - The B-52's - MØ - The Moth & The Flame - Flatland Cavalry - Surf Curse - Sega Bodega |

## Resumen del festival por año
| N.º | Año  | Sede          | Fechas                                                          | Headliners                          | Asistencia                          | Ref.                                |
| --- | ---- | ------------- | --------------------------------------------------------------- | ----------------------------------- | ----------------------------------- | ----------------------------------- |
| 1.ª | 2018 | Foro Alterno  | 7 de abril                                                      | The Killers                         | 25.000                              | [ 17 ]                              |
| 2.ª | 2019 | Estadio Akron | 11 de mayo                                                      | Tame Impala The Chemical Brothers   | 50.000                              | [ 18 ]                              |
| —   | 2020 | Valle VFG     | Programado: 16 y 17 de mayo Reprogramado: 12 y 13 de septiembre | Cancelado por pandemia de COVID-19. | Cancelado por pandemia de COVID-19. | Cancelado por pandemia de COVID-19. |
| —   | 2021 | Valle VFG     | Cancelado por pandemia de COVID-19.                             | Cancelado por pandemia de COVID-19. | Cancelado por pandemia de COVID-19. | Cancelado por pandemia de COVID-19. |
| 3.ª | 2022 | Valle VFG     | 21 y 22 de mayo                                                 | The Strokes Kings of Leon           | 72.699                              | [ 19 ]                              |
| 4.ª | 2023 | Valle VFG     | 20 y 21 de mayo                                                 | Imagine Dragons Interpol            | 71.000                              | [ 20 ]                              |
| —   | 2024 | Valle VFG     | Programado: 18 y 19 de mayo                                     | Arcade Fire Florence + the Machine  | Cancelado                           | Cancelado                           |